# Gattinara (vino)
Il Gattinara è un vino rosso  DOCG del Piemonte, prodotto nelle colline vercellesi ai piedi del Monte Rosa.

## Zona di produzione
La zona di produzione comprende l'intero comune di Gattinara.

## Storia
La viticoltura è precedente alla conquista romana.  Le fonti antiche ci dicono che nel 1378 si esportava vino; nel 1525 Mercurino di Gattinara donava alle Corti Europee botti del vino locale.
Nel 1872 sorse a Gattinara la Regia Stazione Enologica Sperimentale, che comprendeva una scuola Enologica, la cantina sperimentale e una stazione meteorologica.

## Tecniche di produzione
La scelta vendemmiale e la riclassificazione in fase di invecchiamento sono consentite verso la DOC Coste della Sesia rosso, rosato e Nebbiolo (Spanna).
È obbligatoria l'indicazione dell'annata di produzione delle uve. I tappi consentiti sono quelli di sughero raso bocca

## Disciplinare
Il Gattinara è diventato DOC nel 1967, con DPR 09.07.1967; ha ottenuto la DOCG nel 1990, con DPR 20.10.1990.
Successivamente è stato modificato con:
- DM 07.06.2010 G.U. 144
- DM 30.11.2011 Pubblicato sul sito ufficiale del Mipaaf
- DM 07.03.2014 Pubblicato sul sito ufficiale del Mipaaf

## Tipologie
Sono previste anche la versione "Riserva" e la menzione "vigna". 

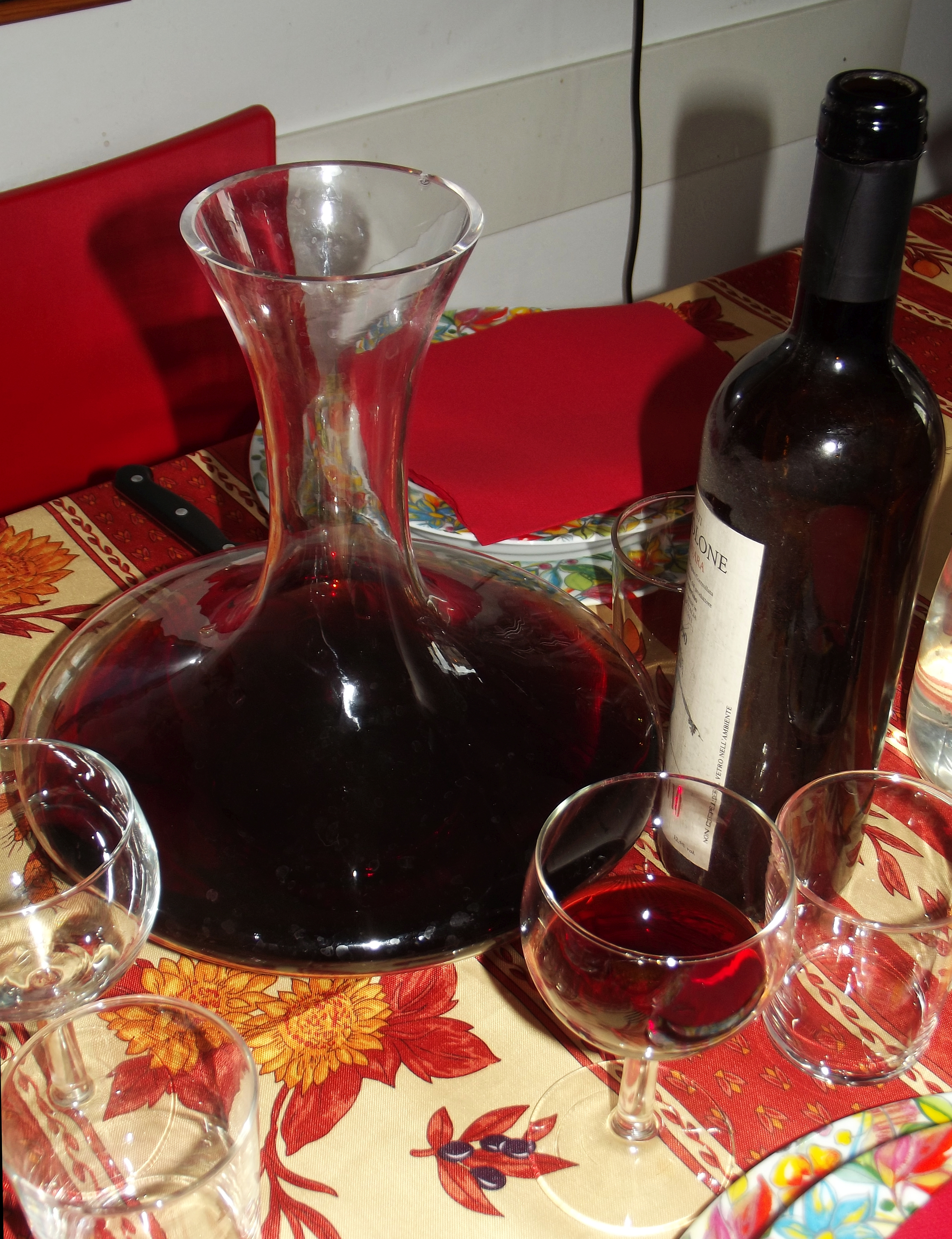
Gattinara 1990 scaraffato

L'uvaggio previsto è il seguente:
- Nebbiolo (Spanna) dal 90 al 100%.
- per l'eventuale 10% restante 
  - Uva Rara
  - Vespolina massimo 4%

|                                | Vino base        | Riserva          |
| titolo alcolometrico minimo    | 12,50% vol.      | 13,00% vol.      |
| acidità totale minima          | 4,5 g/l.         | 5,0 g/l.         |
| estratto secco minimo          | 20,00 g/l        | 22,00 g/l        |
| resa massima di uva per ettaro | 80 q.            | 80 q.            |
| resa massima di uva in vino    | 65 %             | 65 %             |
| invecchiamento                 | 35 mesi 24 legno | 47 mesi 36 legno |